# Всесвітній день миру
«Всесвітній день миру» (англ. World Day of Peace) або «День всесвітніх молитов про мир» — міжнародне свято, під час якого віруючі звертаються з молитвами до Бога послати мир на Землю і припинити всі кровопролитні війни. Відзначається щороку, 1 січня, в перший день кожного нового року. Загальне гасло Всесвітнього дня миру: «Пробач, і ти отримаєш мир».

## Історія свята

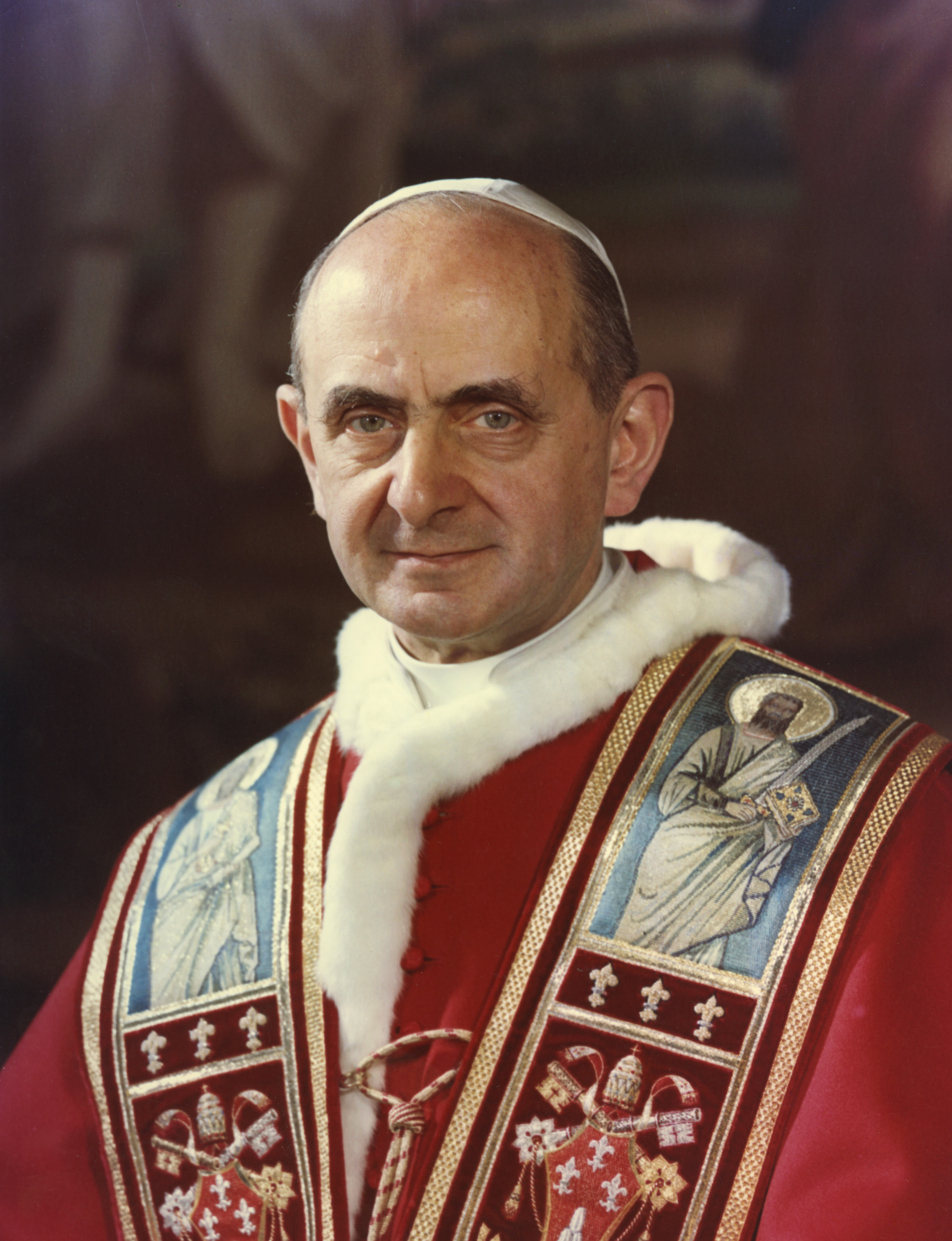
Папа Римський Павло VI, що започаткував Всесвітній день миру

8 грудня 1967 року головою католицької церкви Папою Римським Павлом VI було започатковано нове Католицьке свято — День всесвітніх молитов про мир. Воно збігається з іншим святом, яке відзначають католики 1 січня — Днем торжества Пресвятої Богородиці Діви Марії. Вперше Всесвітній день миру був відзначений 1 січня 1968 року.
17 грудня 1969 року це свято було проголошено Генеральною Асамблеєю ООН офіційним. Воно отримало нову назву — Всесвітній день миру (англ. World Day of Peace).
В цей день католицькі понтифіки та священики звертаються до віруючих з посланнями миру та закликають пробачити своїх ворогів і припинити всіляку ворожнечу в усьому світі. Вони наголошують на тому, що кожен має взяти відповідальність за внесок у справу миру. Водночас віруючі моляться та закликають Бога послати мир на Землю і припинити всі кровопролитні війни.
У Бразилії це свято відзначається як «Всесвітній день Братерства».